# 栄山寺
栄山寺（えいさんじ、旧字体：榮山寺）は、奈良県五條市にある真言宗豊山派の寺院。山号は学晶山（がくしょうさん）。本尊は薬師如来。奈良時代の建築である八角堂（国宝）があることで知られる。

## 歴史

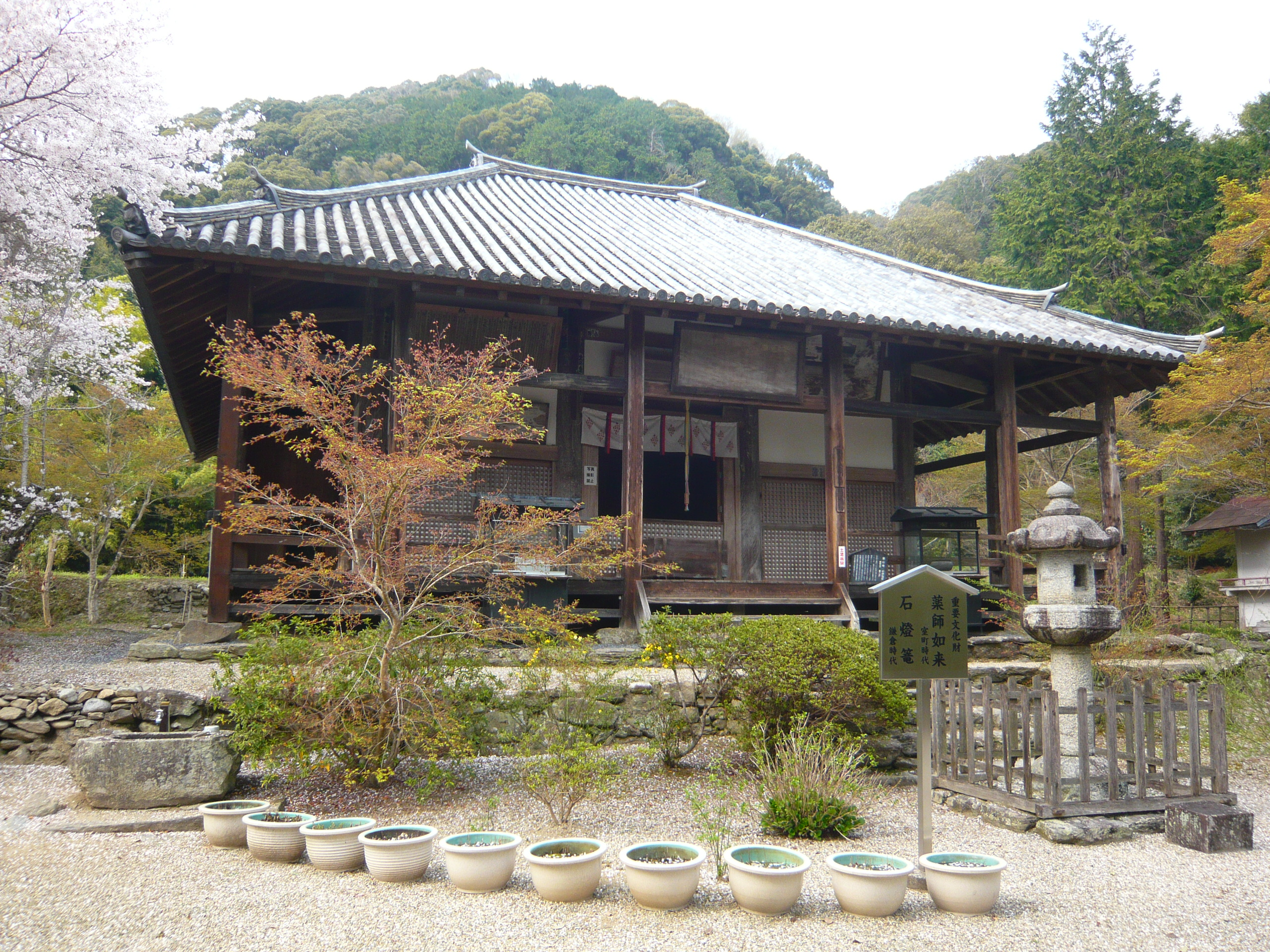
本堂と石灯籠（重文）

現代の五條市にあたる地域は、古代では阿陀郷と呼ばれていた。「阿陀」の地名は『万葉集』にも見え、式内社（『延喜式神名帳』に記載された神社）の阿陀比売神社（あだひめじんじゃ）があるなど早くから開けた地域であったと思われる。
当寺は、藤原不比等の長男である武智麻呂によって、養老3年（719年）に創建されたと伝わっている。当初は寺名を前山寺（さきやまでら）としていたという。
現存する八角堂は、武智麻呂の没後に子の仲麻呂が父の菩提を弔うために建立したと伝えられている。武智麻呂の墓は当初は佐保山（奈良市街地北部の丘陵地）にあったが、天平宝字4年（760年）、栄山寺北側の山上に改葬された。八角堂の建立時期はこの年から仲麻呂の没した天平宝字8年（764年）までの5年間に絞られる。正倉院文書に天平宝字7年（763年）12月20日付けの「造円堂所牒」（ぞうえんどうしょちょう）という文書があり、この「円堂」は栄山寺八角堂を指すものと考証されている。
その後、寺名を栄山寺とし、また興福寺の末寺となり、武智麻呂を祖とする藤原南家の菩提寺として鎌倉時代になるまで大いに栄えた。南北朝時代には南朝の後村上天皇・長慶天皇・後亀山天皇の行在所が置かれていたこともあり、栄山寺行宮跡として国の史跡に指定されている。
当寺は役小角の修行地とも伝えられ修験道にも関係があったが、戦国時代末期には八角堂を除く堂坊が焼失した。その後、本堂、阿弥陀堂、塔ノ堂が再建され、さらに塔頭六宇が再建された。
当寺は江戸時代初期に一時無住寺となるが、その後泉涌寺別院雲龍院（京都市東山区）の末寺となった。次いで護国寺（東京都文京区）の末寺となっている。現在では塔頭も梅室院のみが残っている。

## 境内
- 本堂 - 天文22年（1553年）の再建。金堂または薬師堂ともいい、本尊の木造薬師如来坐像（重要文化財）、脇侍の日光菩薩、月光菩薩などを安置する。天部立像は平安時代後期の作。本堂の奥には資料室がある。
- 石灯籠（重要文化財） - 本堂前に据えられている弘安7年（1284年）の銘がある石灯籠。栄山寺型灯籠と呼ばれ、造立当初の姿をよく残している。
- 御霊神社
- 八角堂（国宝） - 天平宝字4年から8年（760年 - 764年）の建立と推定され、藤原武智麻呂の菩提を弔うために子の仲麻呂が建立したと伝えられる本瓦葺の八角形の建物。平城京および斑鳩以外の地区にある奈良時代の建築として稀有のものであり、建立年次がほぼ特定できる点でも貴重な建築である。外観は平面八角形であるが、内部の身舎（もや）は四角形であり、内陣周囲に立つ4本の八角柱が構造上の要となっている。屋根は1911年（明治44年）の解体修理以前には草葺きであったものを修理に際して瓦葺きに推定復元したものである。屋根上の宝珠は修理の際に復元したものだが、当初のものとされる石造宝珠残欠が別に保存されている。内部の4本の柱と上部の飛貫（ひぬき）、天井の彩色絵画は剥落が甚だしいとはいえ、奈良時代絵画の遺品として貴重なもので、建物とは別個に「絵画」として重要文化財に指定されている。柱には楽器を奏する菩薩像、飛貫には飛天や人面をもつ鳥などが描かれている。大日如来坐像を祀る。
- 栄山寺行宮跡（国指定史跡）
- 塔ノ堂（大日堂） - 大日如来像を安置。
- 七重石塔（重要文化財） - 平安時代後期の作で凝灰岩製。もっとも古い石造塔のうちの一つである。
- 鐘楼 - 梵鐘は国宝である。
- 山門
- 庫裏
- 梅室院 - 塔頭。

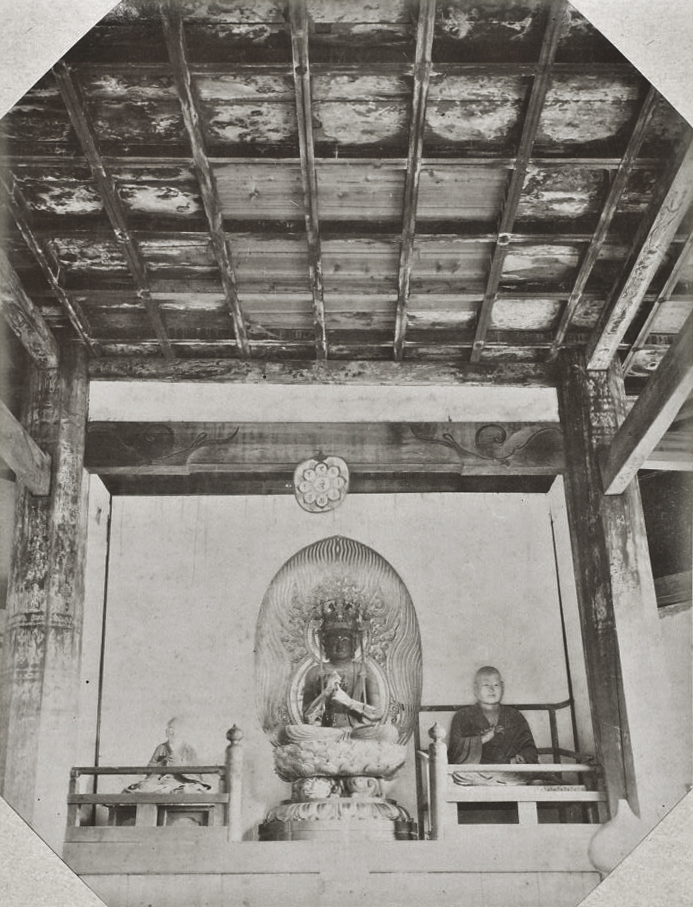
八角堂内部
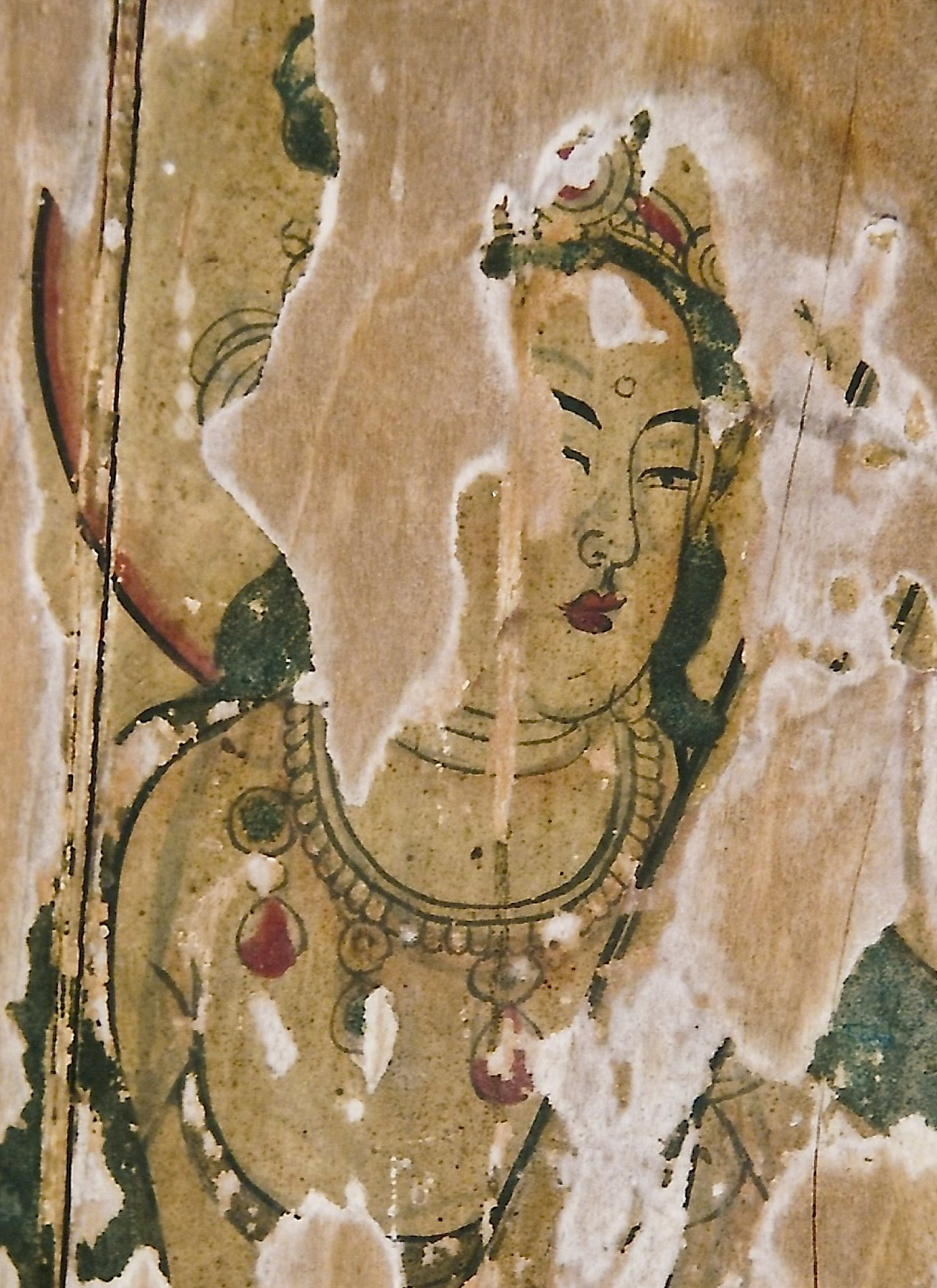
八角堂装飾画 音声（おんじょう）菩薩

## 文化財

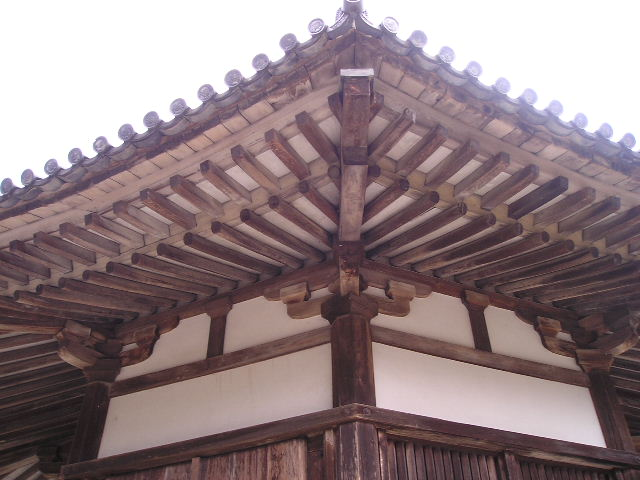
八角堂（国宝）の軒

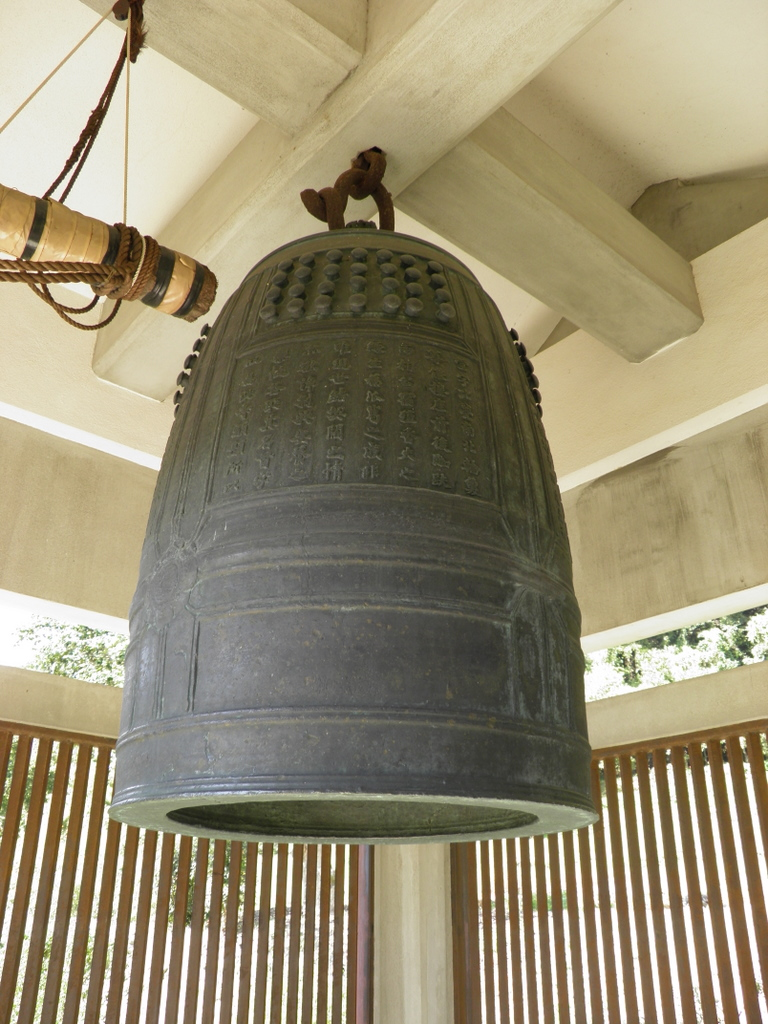
梵鐘（国宝）

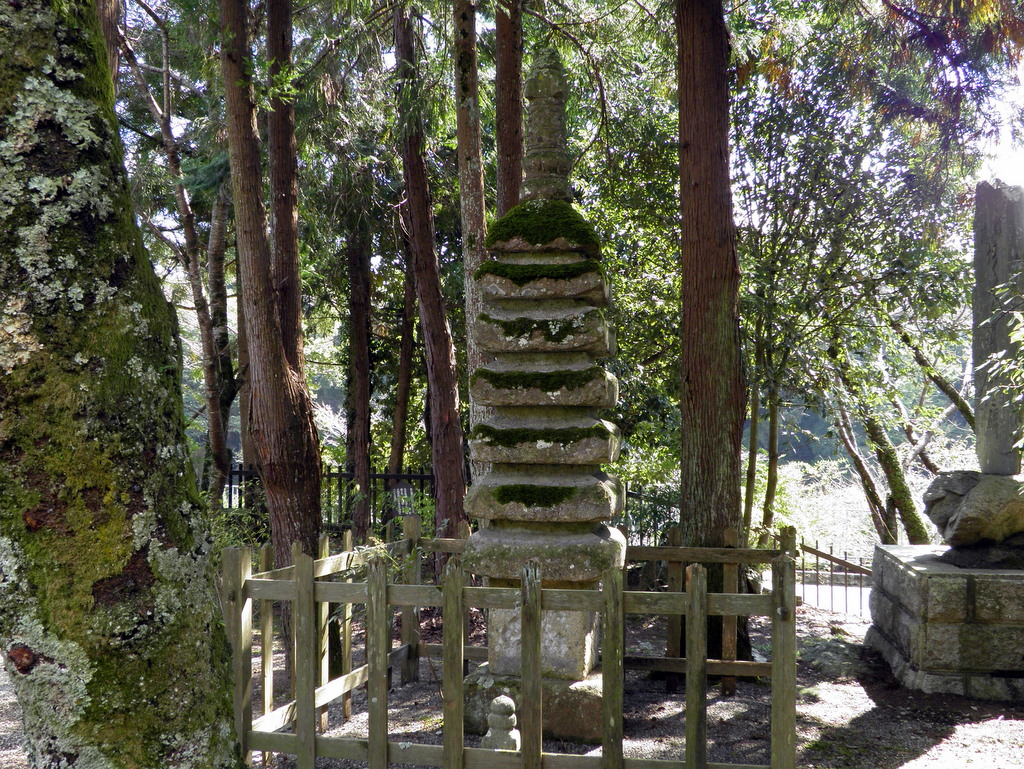
七重石塔（重要文化財）

### 国宝
- 八角堂 附：旧石露盤残欠（宝珠）1箇
- 梵鐘 - 銘文から延喜17年（917年）の製作とわかる。京都の神護寺、宇治の平等院の鐘と共に「平安三絶の鐘」として知られているもので、四面に菅原道真撰で、小野道風の書と伝えられる陽鋳の銘文が施されている。藤原武智麻呂の5世の孫である藤原道明と道明の伯父の橘澄清によって寄進されたもので、当初は山城国道澄寺にあった。道澄寺は藤原道明と橘澄清の名の1字ずつを取って寺号としたもので、寺は京都市伏見区深草直違橋（すじかいばし）に現存する。

### 重要文化財
- 石造七重塔
- 木造薬師如来坐像 - 本堂須弥壇上の黒漆塗厨子の中に安置されている像で、作風などから室町時代の作とされる。
- 木造十二神将立像 12躯 - 享徳3年（1454年）、康正元年（1455年）の銘があり1年間に数人の仏師によって刻作されたと考えられる。室町時代の天部像の様式を示し頭上に十二支の標識を付けている。
- 八角堂内陣装飾画
  - 音声菩薩図（八角柱）4本
  - 飛天、人鳥、菩薩、神仙図（飛貫）4本
  - 宝相華文（天井）1面
- 石灯籠

### 国指定史跡
- 栄山寺行宮跡

### 奈良県指定有形文化財
- 絹本著色藤原武智麿像 - 奈良国立博物館寄託。
- 栄山寺文書 107点 - 市立五條文化博物館寄託。

### 栄山寺旧蔵の文化財
下記3件の古文書（各重要文化財）は、太平洋戦争後に文化庁買上げとなり、現在は国立歴史民俗博物館の所蔵となっている。いずれも寺の歴史を知る上で重要な史料である。
- 栄山寺寺領文書 3巻
- 官宣旨 保元三年八月七日
- 起請文 永暦元年十月二十日

## 所在地
- 奈良県五條市小島町503

## アクセス
- JR五条駅・五條バスセンターより奈良交通バス「西阿田」または「東八田」ゆきに乗り「栄山寺前」下車すぐ（但し便数は少なく平日のみ運行）。もしくは「八木駅」「近鉄高田駅」「大淀バスセンター」ゆきに乗り「栄山寺口」で下車し今井町交差点を南へ徒歩10分ほど
- 駐車場は入口（境内西端）、バス停付近に2台ほど駐車可能。または境内東端に公衆トイレと5台ほど駐車可能な駐車場あり。拝観料は500円（高校生以上）